# Parafia Opatrzności Bożej w Krasicach
Parafia Opatrzności Bożej w Krasicach – parafia rzymskokatolicka, znajdująca się w archidiecezji częstochowskiej, w dekanacie Mstów, erygowana w 1957 roku.

## Historia
Parafia została erygowana 7 maja 1957 roku przez biskupa Zdzisława Golińskiego. Wcześniej Krasice należały do parafii Mstów. Tymczasowo, za kościół miała służyć stara remiza strażacka, która od 1944 roku służyła mieszkańcom Krasic jako kaplica. Poświęcona została w tymże samym roku przez ks. Antoniego Wiśniewskiego. Ksiądz ten został wysiedlony z Warszawy po Powstaniu Warszawskim z 1944 roku. Na przełomie lat 1958–1959 wybudowano murowaną plebanię, za staraniem ks. Matei, pierwszego proboszcza parafii. Ks. Antoni Kleta zaczął starania mające za cel zbudowanie nowego kościoła. Zdobył konieczne zezwolenia, projekt budowy i zgromadził część materiałów budowlanych. Za jego następcy, Józefa Mazura, jesienią 1991 roku, rozpoczęto budowę nowego kościoła, niedaleko obok starego. Budowa była kontynuowana jeszcze za kadencji ks. Aleksandra Kutyni, i zakończona w stanie „surowym” do końca. Wnętrze zostało wykończone przez jego następców. 20 maja 2007 roku odbyła się konsekracja Kościoła której dokonał Ks. Arcybiskup Stanisław Nowak. W 2010 r. wyłożono kostką brukową chodnik do świątyni od głównej bramy, wymieniono rynny na starej kaplicy oraz ocieplono część ścian plebanii. 8 grudnia 2010 r. Ks. Arcybiskup Stanisław Nowak intronizował Kopię Cudownego Obrazu Matki Bożej Częstochowskiej uprzednio pobłogosławioną przez Papieża Benedykta XVI. Na bieżąco prowadzone są prace nad upiększeniem świątyni i niezbędnym wyposażeniem.
Co roku przez miejscowość przechodzi znaczna liczba pielgrzymów kierujących się ku Częstochowskiej Jasnej Górze (m.in. pielgrzymka warszawska, piotrkowska, sandomierska, majowa łowicka).

## Proboszczowie parafii
| imię i nazwisko                   | daty urzędowania       |
| --------------------------------- | ---------------------- |
| Ks. Tadeusz Mateja                | 1957–1971              |
| Ks. Wiktor Depta                  | marzec – czerwiec 1971 |
| Ks. Jan Magewski                  | 1971–1976              |
| Ks. Stanisław Łyp                 | 1976–1985              |
| Ks. Antoni Kleta                  | 1985–1989              |
| Ks. Józef Mazur                   | 1989–1991              |
| Ks. Aleksander Kutynia            | 1992–1995              |
| Ks. Bogdan Kazimierz Blajer       | 1995–1997              |
| Ks. Roman Ryszard Perczak         | 1997–2000              |
| Ks. Grzegorz Janusz Dzierżanowski | 2000–2012              |
| Ks. Mariusz Chudy                 | 2012 –                 |

## Księża pochodzący z parafii
- ks. Zenon Haraziak (1971)
- ks. Stanisław Sroślak (1978)

## Źródła
- Parafia na stronie internetowej Archidiecezji Częstochowskiej